# Cathédrale Notre-Dame-de-Lourdes de San
Cette  cathédrale n’est pas la seule cathédrale Notre-Dame-de-Lourdes.
La cathédrale Notre-Dame-de-Lourdes de San est une cathédrale catholique du diocèse de San, au Mali.